# Athyreus anneae
Athyreus anneae es una especie de coleóptero de la familia Geotrupidae.

## Distribución geográfica
Habita en Paraguay y Brasil.